# نودوسور
نودوسور یا تُکمه‌سور (نام علمی: Nodosaurus) نام یک سرده از راسته پرنده‌کفلان است. نامش به معنای مارمولک دکمه‌دار (knobbed lizard) است.